# Triadenum japonicum
Triadenum japonicum är en johannesörtsväxtart som först beskrevs av Carl Ludwig von Blume, och fick sitt nu gällande namn av Tomitaro Makino. Triadenum japonicum ingår i släktet Triadenum och familjen johannesörtsväxter. Inga underarter finns listade i Catalogue of Life.